# Championnat du Népal d'échecs
Le championnat du Népal d'échecs est la compétition qui permet de désigner le meilleur joueur d'échecs du Népal.    

## Historique
Le championnat du Népal masculin (mixte) est organisé par l'Association népalaise des échecs. Il a eu lieu pour la première fois en 1979. Un championnat national d'échecs individuel féminin est également organisé depuis 2008. Depuis 2009, le championnat du Népal d'échecs des clubs a été lancé. 

## Vainqueurs du championnat mixte
Les différents vainqueurs du championnat du Népal d'échecs ont les suivants :
|    | Année   | Ville      | Vainqueur              |
| -- | ------- | ---------- | ---------------------- |
| 1  | 1979    | Kathmandu  | Bijay Sharma           |
| 2  | 1980    | Dhangadhi  | Bijay Sharma           |
| 3  | 1981    | Kathmandu  | Laxmi Prasad Nakarmi   |
| 4  | 1982    | Jumla      | Bikash Man Lama        |
| 5  | 1983    | Kaski      | Gopal Prajapati        |
| 6  | 1984    | Morang     | Gopal Prajapati        |
| 7  | 1985    | Parsa      | Rabin Rajbhandari      |
| 8  | 1986    | Lalitpur   | Badrilal Nepali        |
| 9  | 1988    | Parbat     | Naveen Tandukar        |
| 10 | 1992    | Kathmandu  | Bilamlal Shrestha      |
| 11 | 1997    | Kathmandu  | Punyaman Karmacharya   |
| 12 | 1999    | Makwanpur  | Badrilal Nepali        |
| 13 | 2004    | Bhaktapur  | Digesh Shankar Malla   |
| 14 | 2006    | Jhapa      | Keshav Shrestha        |
| 15 | 2008    | Lalitpur   | Surbir Lama            |
| 16 | 2009    | Lalitpur   | Badrilal Nepali        |
| 17 | 2012    | Kanchanpur | Manish Hamal           |
| 18 | 2014    | Kavre      | Keshav Shrestha        |
| 19 | 2016/05 | Ilam       | Bhupendra Niraula      |
| 20 | 2016/12 | Dhankuta   | Madan Krishna Kayastha |
| 21 | 2019/04 | Bardiya    | Purusottam Chaulagain  |
| 22 | 2023    | Kathmandu  | Rupesh Jaiswal         |
| 23 | 2024    | Kathmandu  | Rajan Subedi[2]        |

## Lauréates du championnat national d'échecs individuel féminin
|   | Année         | Ville     | Championne           |
| - | ------------- | --------- | -------------------- |
| 1 | 2008          | Kathmandu | Monalisha Khamboo[1] |
| 2 | 2011          | Kathmandu | Tara Ghale[1]        |
| 3 | 2014          | Kavre     | Bina Jaiswal[3]      |
| 4 | mai 2016      | Ilam      | Sindira Joshi[4]     |
| 5 | décembre 2016 | Dhankuta  | Monalisha Khamboo[1] |
| 6 | 2019          | Bardiya   | Sujana Lohani[1]     |
| 7 | 2023          | Kathmandu | Sujana Lohani        |
| 8 | 2024          | Kathmandu | Sindira Joshi[2]     |